# Lorenzo Raggi
Lorenzo Raggi (ur. w 1615 w Genui, zm. 14 stycznia 1687 w Rawennie) – włoski kardynał.

## Życiorys
Urodził się w 1615 roku w Genui. Studiował w Rzymie filozofię i uzyskał doktorat, a następnie został klerykiem w Kamerze Apostolskiej. 7 października 1647 roku został mianowany kardynałem diakonem i otrzymał diakonię San Maria in Domnica. W marcu 1650 roku został prokamerlingiem Kościoła Rzymskiego i pełnił tę funkcję do lipca 1653 roku. 11 lutego 1664 roku został podniesiony do rangi kardynała prezbitera, a w latach 1679–1680 był protoprezbiterem. Pełnił funkcję legata papieskiego w Romanii przez dziesięć lat. 8 stycznia 1680 roku został mianowany kardynałem biskupem, otrzymał diecezję Palestriny, a sześć dni później przyjął sakrę. Zmarł 14 stycznia 1687 roku w Rawennie.